# Helius setigerus
Helius setigerus är en tvåvingeart som beskrevs av Alexander 1980. Helius setigerus ingår i släktet Helius och familjen småharkrankar.
Artens utbredningsområde är Ecuador. Inga underarter finns listade i Catalogue of Life.